# Koronka z Alençon

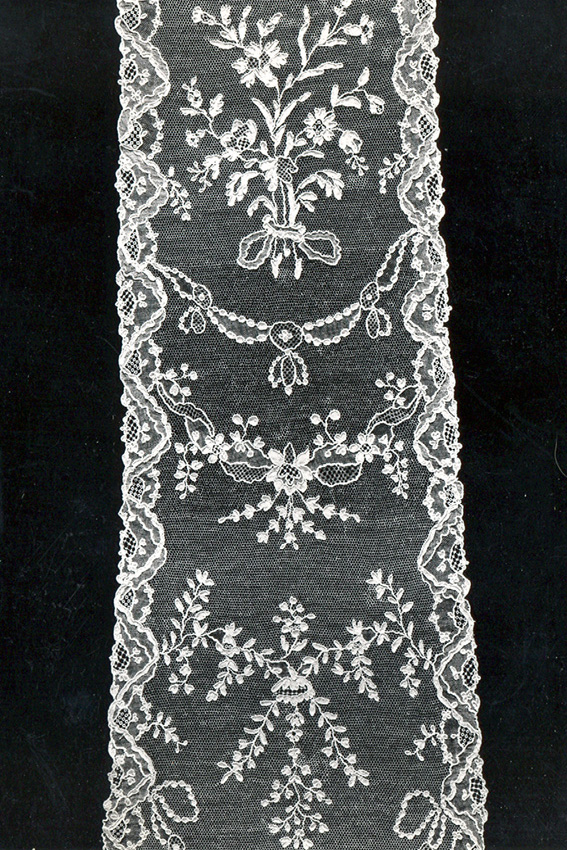
Koronka z Alençon, (1750–1775)

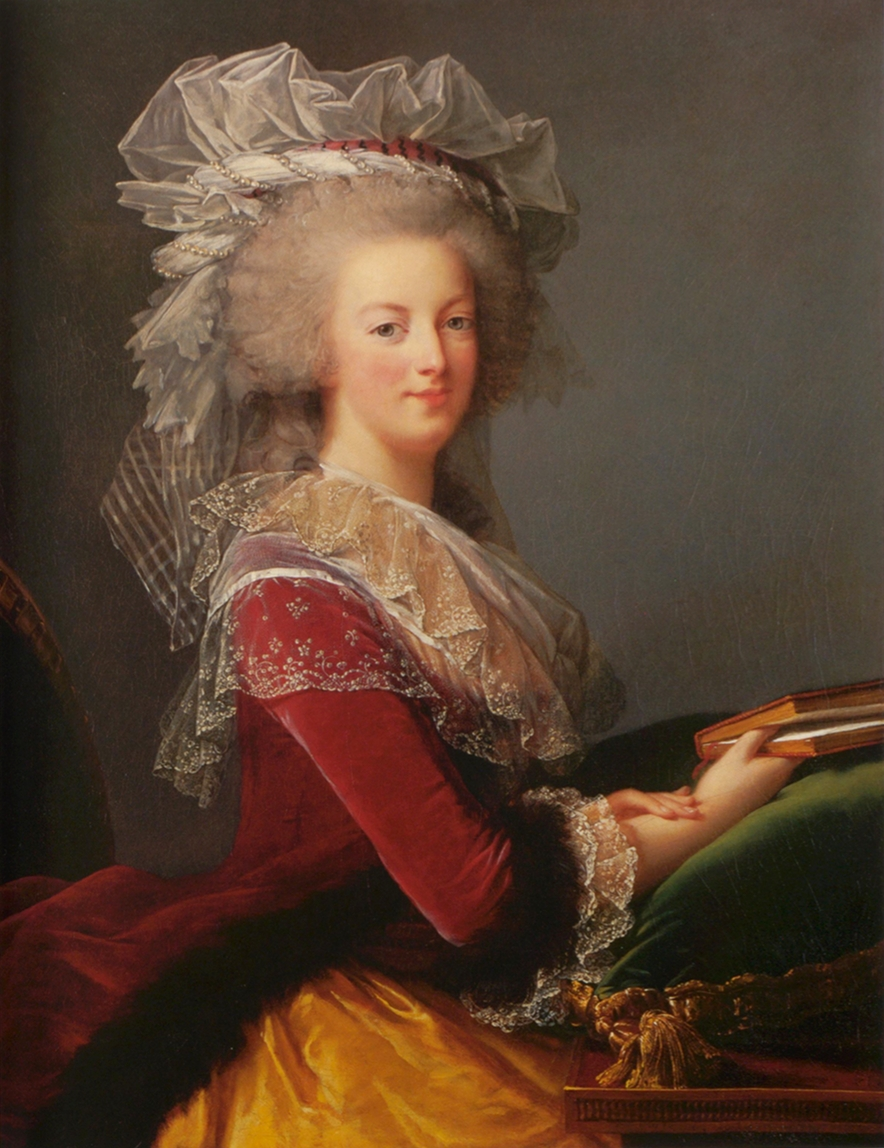
Portret królowej Marii Antoniny w bordowej sukni ozdobionej koronkami z Alençon pędzla Élisabeth Vigée Le Brun (1785)

Koronka z Alençon (fr. Dentelle d'Alençon) – tradycyjna, francuska koronka wykonywana techniką igłową w Alençon w Dolnej Normandii, określana mianem „koronki królowych i królowej koronek”.
W 2010 roku sztuka koronkarstwa z Alençon została wpisana na listę niematerialnego dziedzictwa UNESCO.

## Historia
Sztuka koronkarstwa rozwinęła się w Alençon i okolicy w XVII wieku.
W 1665 roku Ludwik XIV powołał do życia królewskie zakłady koronkarskie, by produkować modne koronki w stylu weneckim na terenie Francji i uniezależnić się od ich importu z Wenecji i Flandrii. Jean-Baptiste Colbert, minister finansów (Kontroler Generalny Finansów) Ludwika XIV, wprowadził zakaz importu koronek oraz przyznał na okres 9 lat Towarzystwu Koronek Francuskich monopol wyrobu koronek wzorowanych na koronkach weneckich. Do pracy w Alençon sprowadzono na początku koronczarki z Wenecji, potem do odwołania edyktu nantejskiego wyrobem koronki zajmowała się ludność protestancka. W 1875 roku w mieście i jego okolicach pracowało osiem tysięcy koronczarek. Koronki w Alençon wykonywano z przeznaczeniem na francuski dwór królewski. Z początku koronki francuskie naśladowały koronki hiszpańskie i włoskie, lecz pod koniec XVII wieku Alençon wypracowało własną technikę wykonywania koronki igłowej i niepowtarzalny styl.
W 1851 roku, podczas Wielkiej Wystawy światowej w Londynie, koronkę z Alençon określono mianem „koronki królowych i królowej koronek”. Popularność koronki spadła wraz z upowszechnieniem się koronek wykonywanych techniką maszynową.

## Technika
Technika koronki igłowej z Alençon wymaga dużych zdolności manualnych i czasu – wytworzenie jednego centymetra kwadratowego wymaga średnio siedmiu godzin. Koronka powstaje z jednej nitki w wyniku łączenia poszczególnych motywów cienką siateczką.
Praca nad każdym elementem koronki podzielona jest na dziesięć etapów:
1. szkicowanie podstawowego wzoru,
2. zaznaczenie zarysu wzoru na pergaminie poprzez nakłuwanie,
3. przeniesienie podstawowego wzoru na pergamin,
4. stworzenie tła z siateczki,
5. połączenie motywów i cieniowanie,
6. zdobienie dekoracyjnymi elementami np. w formie śnieżynek,
7. haftowanie dla nadania wypukłości partiom brzegowym,
8. odcinanie koronki z pergaminu za pomocą brzytwy,
9. przycinanie nitek,
10. wygładzanie – prasowanie na zimno za pomocą szczypców homara.

Do XIX wieku koronczarki specjalizowały się w jednej z tych czynności, zgodnie z metodą opracowaną przez hugenotkę, Marthe La Perrière (1605–1677). W czasach współczesnych każda koronczarka specjalizuje się we wszystkich etapach powstawania koronki, po odbyciu praktyki mistrzowskiej trwającej od siedmiu do dziesięciu lat. W 2010 roku było mniej niż 10 koronczarek trudniących się tym rękodziełem, większość zrzeszonych w Narodowym Warsztacie Koronek z Alençon (fr. Atelier Conservatoire de Dentelle).